# ديفيد ليلاند (ممثل)
ديفيد ليلاند (بالإنجليزية: David Leland)‏ هو كاتب سيناريو وممثل بريطاني، ولد في 20 أبريل 1947 بكامبريدج في المملكة المتحدة. من الجوائز التي نالها جائزة الإيمي برايم تايم.

## أعمال

### أفلام
- (1986) مونا ليزا

### مسلسلات
- عصبة الأخوة

## جوائز
- جائزة الإيمي برايم تايم

## وصلات خارجية
- ديفيد ليلاند على موقع IMDb (الإنجليزية)
- ديفيد ليلاند على موقع ألو سيني (الفرنسية)
- ديفيد ليلاند على موقع أول موفي (الإنجليزية)
- ديفيد ليلاند على موقع قاعدة بيانات الأفلام السويدية (السويدية)
- ديفيد ليلاند على موقع قاعدة بيانات الفيلم (الإنجليزية)
- ديفيد ليلاند على موقع كينوبويسك (الروسية)